# Aeroportul Tongoa
Aeroportul Tongoa (IATA: TGH, ICAO: NVST) este un aeroport din Shefa⁠(d), Vanuatu.
Situat la o altitudine de 153 m, aeroportul dispune de o singură pistă.